# Sombras tenebrosas (película de 2012)
Sombras tenebrosas (2012) (Dark Shadows en inglés original) es una comedia cinematográfica estadounidense de drama sobrenatural, basada en el serial televisivo de corte gótico Sombras tenebrosas, dirigida por Tim Burton y protagonizada por Johnny Depp, Michelle Pfeiffer, Helena Bonham Carter, Eva Green y Chloë Moretz entre otros. La película se estrenó el 11 de abril de 2012, en cines convencionales e IMAX.

## Sinopsis
En 1760, la familia Collins se muda de Liverpool, Inglaterra, a Maine y establece el pueblo pesquero de Collinsport, donde construyen sus propiedades, Collinwood.
Antes de partir en el barco, el joven hijo de los Collins, Barnabas, se encuentra con la joven Angelique Bouchard, quien instantáneamente se enamora de él. La madre de Angelique, una bruja, le advierte que no debe socializar con personas de nacimiento noble. Sin embargo, esto no impide que Angelique siga a la familia durante muchos años, con la esperanza de ser amada por Barnabas, pero en vano.
Para 1776, Barnabas (Johnny Depp), ahora un hombre adulto, se enamora de una joven llamada Josette Dupress (Bella Heathcote), la cual se gana el desprecio de Angelique (Eva Green), quien trabaja como criada en Collinwood. Conocedora de la magia negra, Angelique maldice a la familia Collins, primero matando a los padres de Barnabas (Ivan Kaye y Susanna Cappellaro) en un supuesto accidente, y luego encantando a Josette para saltar a su muerte desde un acantilado junto al mar llamado Widow's Hill. En un ataque de pena, Barnabas intenta saltar a su propia muerte pero falla, ya que Angelique lo maldice con la vida inmortal de un vampiro. Cuando él todavía rechaza sus avances, ella vuelve a los ciudadanos de Collinsport contra él, y lo encierran vivo en un ataúd.
196 años después, en 1972, una joven y formal Maggie Evans (interpretada también por Bella Heathcote), bajo la supuesta identidad de "Victoria Winters", solicita un trabajo como institutriz en Collinwood, después de haber hecho autoestop a un grupo de hippies al salir de la estación de tren. En la mansión se reúne con la solitaria matriarca, Elizabeth Collins Stoddard (Michelle Pfeiffer). Su sobrino David (Gully McGrath), a quien Victoria cuidará y el cual cree que su madre, quien se ahogó en un accidente de bote, todavía lo visita. Victoria no divulga que desde su corta edad ella también puede ver fantasmas.
Después de reunirse con David, su psiquiatra Julia Hoffman (Helena Bonham Carter), su padre Roger (Jonny Lee Miller) y la hija rebelde de Elizabeth, Carolyn (Chloë Grace Moretz), Victoria es contratada por Elizabeth. Esa noche, Victoria ve al fantasma de Josette, quien advierte que "va a venir" antes de desaparecer después de caer de un candelabro.
En otra parte, un grupo de trabajadores de la construcción desentierran el ataúd de Barnabas y lo liberan inadvertidamente. Después de saciar su sed de sangre de 196 años con todos esos obreros, y sorprendido por los tiempos modernos en los que ahora se encuentra; Barnabas regresa a Collinwood e hipnotiza al jardinero Willie Loomis (Jackie Earle Haley) como su asistente personal. Luego se presenta a la familia como un " pariente lejano". Elizabeth cree que él es un estafador hasta que revela riquezas ocultas enterradas en un pasaje secreto dentro de la casa, mientras que Elizabeth pensaba que la familia había estado todo el tiempo en la miseria. Después de darse cuenta de que es el verdadero Barnabas, ella le pide que lo mantenga en secreto para proteger a los niños de su verdadera naturaleza, haciéndolo pasar por su propio descendiente, "Barnabas Collins III".
Durante el desayuno con su nueva familia, Barnabas se enamora instantáneamente de Victoria cuando la conoce, ya que se parece a Josette. Decidido a ganar honorablemente su corazón, busca el consejo de Carolyn para cortejarla. Siguiendo las indicaciones de la adolescente respecto a comportarse más adecuadamente a la era en que están, Barnabas convive con los hippies que ayudaron a Victoria. Reunidos junto a una fogata en un bosque junto al mar, el vampiro termina contándoles su historia personal, ocasionando que mate a todos ellos. 
Angelique, ahora una bruja inmortal y rival de Elizabeth, se entera del resurgimiento de Barnabas y lo visita, informándole que ahora se ha hecho cargo de Collinsport como miembro de la comunidad sobresaliente. En represalia, Barnabas reabre el negocio familiar de Collins Cannery, y usa la hipnosis para robar a varios de los equipos de pescadores que trabajan para Angelique. Como resultado, ella trata de comprarlo. Sin embargo, incluso después de un episodio de lujuria sobrenatural entre los dos, él rechaza su oferta. Mientras tanto, Julia luego descubre su identidad al hipnotizarlo, y le ofrece curar su condición vampírica mediante transfusiones de sangre.
Después de restablecer con éxito la fortuna y los negocios de la familia, Barnabas decide celebrar y hacer una fiesta para reintroducir a la familia en la gente del pueblo con Carolyn, quien sugiere que hagan que esto suceda con la música de Alice Cooper como protagonista. Durante el baile, Barnabas atrapa a Roger robando los abrigos de los huéspedes e ignorando a su hijo David (incluso negando su vínculo con él) para estar con la encargada de cuidar los abrigos de los invitados. 
Más tarde encuentra a Victoria mirando desde un balcón. Sintiéndose cómoda con él, Victoria confía a Barnabas que en realidad ella se escapó de un manicomio donde sus padres la tuvieron recluida desde que era una niña debido a sus poderes. Mientras tanto, Angelique hace una gran aparición para ver a Barnabas. Cuando ella descubre a Victoria y Barnabas besándose, se pone aún más amargada y furiosa.
Motivado después de que Victoria correspondiera a sus sentimientos, Barnabas busca a Julia (deseando aún más desesperadamente volver a ser mortal), solo para descubrir que esta última ha estado usando su sangre para hacerse inmortal. Sintiéndose traicionado, la drena y arroja su cuerpo aparentemente muerto a la bahía de la ciudad con la ayuda de Willie. 
Después de atrapar a Roger tratando de entrar en el pasaje secreto, Barnabas le da dos opciones: o quedarse y ser un padre ejemplar para David, o irse con suficiente dinero para vivir su vida de ladrón en otro lugar. Roger elige la última alternativa, angustiando a su hijo. La verdadera identidad de Barnabas finalmente se revela al resto de la familia y a Victoria cuando salva a David de una bola de discoteca que cae. Victoria se asusta por la revelación y huye.
Molesto, Barnabas irrumpe en la oficina de Angelique para exigirle que lo libere de su maldición. Mientras ella le ofrece sangre (debido a que ella sabe que Julia ya no está para proporcionarle transfusiones de sangre), también amenaza con hacer que Victoria se lance de Widow's Hill, de la misma manera que hizo con Josette. Le ofrece un ultimátum: o se convierte en su socio y amante, o vuelve a encerrarlo en un ataúd. Con Barnabas rechazando la primera opción, ella procede a encerrarlo, esta vez colocándolo en el mausoleo de la familia Collins. Como veinte minutos después, es encontrado y liberado por David (quien fue alertado por el fantasma de su madre), regresando ambos a la mansión. 
Mientras tanto, Angelique destruye la fábrica de conservas de los Collins; e implica (mediante una grabación de la última conversación que tuvieron) a Barnabas en los asesinatos de Julia y de todas las personas de las que tuvo que alimentarse (los trabajadores de la construcción y los hippies), haciendo que la gente del pueblo se oponga a la familia. Willie, quien estuvo presente entre la multitud, huye a Collinswood. 
En la mansión, Barnabas y Elizabeth ven a la policía, a Angelique, y a la multitud enojada que se aproxima gracias al aviso que les dio Willie. Elizabeth ordena a David que se retire a su habitación. Carolyn huye un poco después. Dispuesto a entregarse mientras ella lo acompañe, Barnabas revela su verdadera naturaleza y la de Angelique frente a la muchedumbre furiosa, lo cual produce una pelea, enfrentando a Barnabas y Elizabeth contra Angelique. 
Durante la pelea (luego de la partida de la policía y las personas del pueblo tras estas revelaciones), se da a conocer que Carolyn es una mujer lobo (gracias al ataque de otro espécimen enviado a ella por Angelique cuando era bebé) y se une a su familia en su batalla contra la bruja; pero luego escurre sangre de los cuadros de la familia, las esculturas toman vida y surge un incendio en la casa. En última instancia, el fantasma de la madre de David (Josephine Butler) logra lanzar a Angelique contra el candelabro, que luego cae al suelo, hiriéndola mortalmente mientras comienza a romperse. Ella alcanza su pecho y, literalmente, ofrece su corazón a Barnabas; pero este le dice que su maldición es no poder amar. El corazón de Angelique se rompe, resultando en su muerte. 
Preocupado por el bienestar de Victoria, Barnabas se va a buscarla. David, informado por su madre, le dice que se dirige hacia Widow's Hill. Mientras los integrantes de la familia y los sirvientes ven su casa siendo consumida por el fuego, David le pregunta a su tía qué harán ahora. Elizabeth dice que harán lo que siempre han hecho como la familia Collins: "Sobrevivir".
Después de alcanzar a Victoria en Widow's Hill, Barnabas evita que salte y se niega a convertirla en un vampiro para salvarla del eterno sufrimiento como inmortal, a pesar de su petición. Triste, Victoria se arroja desde el acantilado de todos modos, lo que hace que Barnabas salte tras ella y la muerda, para que pueda sobrevivir a la caída como un vampiro. Ella se despierta, pidiéndole que la llame Josette, y los dos se besan apasionadamente en la costa rocosa.
La escena final se encuentra en el fondo de la bahía, cuando Julia abre los ojos a su nueva vida inmortal.

## Elenco
| Actor                | Personaje                                     | Descripción                                                                     |
| -------------------- | --------------------------------------------- | ------------------------------------------------------------------------------- |
| Johnny Depp          | Barnabas Collins                              | Vampiro del siglo XVIII que despierta en los años 70.                           |
| Thomas McDonell      | Barnabas Collins                              | El joven Barnabas.                                                              |
| Michelle Pfeiffer    | Elizabeth Collins Stoddard                    | La actual matriarca de la familia Collins.                                      |
| Eva Green            | Angelique Bouchard                            | Bruja con ansias de venganza hacia Barnabas y su familia.                       |
| Jonny Lee Miller     | Roger Collins                                 | Hermano de Elizabeth.                                                           |
| Chloë Grace Moretz   | Carolyn Stoddard                              | Hija adolescente y rebelde de Elizabeth.                                        |
| Gulliver McGrath     | David Collins                                 | Hijo de Roger Collins.                                                          |
| Helena Bonham Carter | Dra. Julia Hoffman                            | Médico psiquiatra contratada por Elizabeth.                                     |
| Jackie Earle Haley   | Willie Loomis                                 | Conserje de la mansión.                                                         |
| Bella Heathcote      | Victoria Winters/Maggie Evans Josette Dupress | Institutriz de David. La prometida de Barnabas que se suicidó.                  |
| Ray Shirley          | Sra. Johnson                                  | Anciana ama de llaves de la mansión.                                            |
| Ivan Kaye            | Joshua Collins                                | Padre de Barnabas Collins.                                                      |
| Susanna Cappellaro   | Naomi Collins                                 | Madre de Barnabas Collins.                                                      |
| Christopher Lee      | Bill Malloy                                   | Rey de los pescadores que pasa mucho tiempo en la taberna local, The Blue Whale |
| Alice Cooper         | Él mismo                                      | Banda de rock invitada a la Mansión Collins para una fiesta.                    |

En la Comic Con de 2011 se confirmó el cameo de cuatro actores de la serie original: Jonathan Frid (1924-2012), Lara Parker, David Selby y Kathryn Leight Scott. Los cuatro aparecen como invitados en el baile de la mansión Collinwood.

## Producción
Sombras tenebrosas está dirigida por Tim Burton, con guion firmado por Seth Grahame-Smith. En julio de 2007, la productora Warner Bros. adquirió los derechos de la telenovela gótica Sombras tenebrosas a partir del patrimonio de su creador, Dan Curtis. El actor Johnny Depp protagoniza el filme. El desarrollo del proyecto fue retrasado debido a la huelga de guionistas en Hollywood de 2007-2008. Tras la resolución del conflicto, la dirección del largometraje quedó adjudicada a Tim Burton. El guionista John August comenzó a redactar el guion para Dark Shadow en 2009. En 2010 John August fue sustituido por el autor y guionista Seth Grahame-Smith, que quedó finalmente a cargo de la redacción del guion. No obstante, August recibió, junto con Smith, reconocimiento por sus contribuciones al largometraje. El rodaje comenzó el 27 de mayo de 2011. La filmación se llevó a cabo en su totalidad en Inglaterra, en los Pinewood Studios y en diversas localizaciones.
Algunos de los colaboradores habituales de Tim Burton como Rick Heinrichs, encargado del diseño de producción, el diseñador de vestuario Colleen Atwood, el editor Chris Lebenzon o el compositor Danny Elfman se han sumado al proyecto. El director de fotografía francés Bruno Delbonnel, conocido por sus trabajos en Amélie, Un long dimanche de fiançailles, o Harry Potter y el misterio del príncipe , fue contratado para la película.

### Marketing
El tráiler del filme debutó en exclusiva en el Show de Ellen DeGeneres, el 15 de marzo de 2012. El mismo día, el tráiler hizo su aparición en Internet a través de Apple.com. Según MTV, Tim Burton ha optado por "una comedia que complacerá a muchos, pero puede irritar a los fans de la serie original."